# Thulium(III)-fluorid
Thulium(III)-fluorid ist eine anorganische chemische Verbindung des Thuliums aus der Gruppe der Fluoride.

## Gewinnung und Darstellung
Thulium(III)-fluorid kann durch Reaktion von Thulium(III)-oxid mit Fluorwasserstoff gewonnen werden.
{\displaystyle \mathrm {Tm_{2}O_{3}+6\ HF\longrightarrow 2\ TmF_{3}+3\ H_{2}O} }
Alternativ ist auch die Herstellung durch Reaktion von Flusssäure mit Thulium(III)-chlorid möglich.

## Eigenschaften
Thulium(III)-fluorid ist ein geruchloser leicht grünlicher Feststoff, der unlöslich in Wasser ist. Thulium(III)-fluorid kristallisiert in der orthorhombischen Raumgruppe Pnma (Nr. 62) mit a = 627,7 pm, b = 681,4 pm und c = 441,1 pm in der Kristallstruktur des Yttrium(III)-fluorids.

## Verwendung
Es wird zum Dotieren von optischen Gläsern sowie zur Verbesserung von IR-Emissionen im mittleren IR-Bereich von 3,0 µm bis 8 µm in Oxyfluorid-Glaskeramiken eingesetzt.